# Sypnoides hollowayi
Sypnoides hollowayi là một loài bướm đêm trong họ Erebidae.